# Eugene Asa Carr

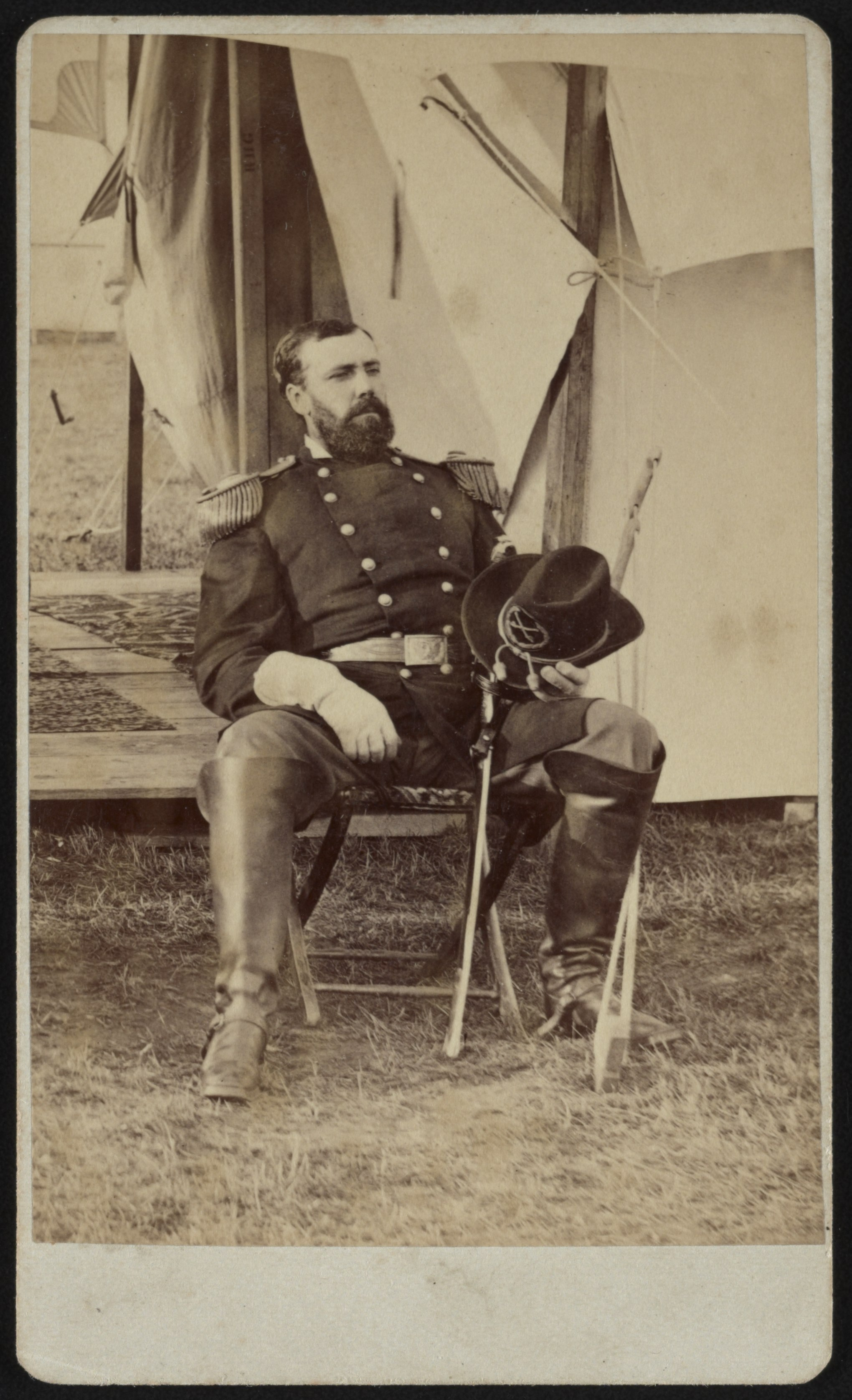
Eugene Asa Carr

Eugene Asa Carr (* 20. März 1830 bei Hamburg, New York; † 2. Dezember 1910 in Washington, D.C.) war ein amerikanischer General während des Sezessionskrieges und der Indianerkriege.

## Leben

### Vor dem Sezessionskrieg
Carr wurde 1830 im Erie County geboren und war der älteste von vier Söhnen von Clark Merwin und Delia Ann Carr. 1846 trat er in die US-Militärakademie West Point ein, die er 1850 abschloss. Carr belegte dabei unter 44 Kadetten den 19. Rang und wurde danach in das Berittene Infanterieregiment des amerikanischen Heeres übernommen, zunächst als Brevet-Leutnant und ab dem 30. Juni 1851 als Leutnant. In den Folgejahren war Carr an der Frontier stationiert. Im Herbst 1854 nahm er unter Hauptmann John G. Walker an einer Verfolgung einer Gruppe von Lipan-Apachen teil. Am 3. Oktober kam es in der Sierra Diablo zu einem Gefecht, bei dem Carr von einem indianischen Pfeil verwundet wurde. General Persifor Frazer Smith lobte ihn für seinen Mut in dieser Kampfhandlung. Am 3. März 1855 wurde er zum Oberleutnant befördert und in das 1. Kavallerieregiment versetzt. Mit diesem nahm er im gleichen Jahr an einem Feldzug gegen die Sioux teil. Später wurde er während der Unruhen in Kansas und im Utah-Krieg eingesetzt. 1858 wurde er zum Hauptmann befördert und nach Fort Washita im Indianerterritorium versetzt, wo er ab Ende 1859 den Befehl übernahm. Im Sommer 1860 nahm er an Feldzügen gegen die Comanche und Kiowa teil.

### Sezessionskrieg
Bei Ausbruch des Sezessionskrieges evakuierte Carr seine Truppen von Fort Washita nach Fort Leavenworth und schloss sich der Armee von General Nathaniel Lyon an. Unter Lyon diente er in der Schlacht am Wilson’s Creek und erhielt dafür den Brevet-Rang eines Oberstleutnants. Am 16. August 1861 wurde er zum Oberst des Freiwilligenheeres ernannt und erhielt den Befehl über ein Kavallerieregiment aus Illinois. Anfang 1862 wurde Carr mit dem Kommando über eine Kavalleriebrigade in Südwestmissouri betraut. Am 9. Februar desselben Jahres übertrug ihm General Samuel Ryan Curtis die Führung der 4. Division der Südwestarmee. Carr führte seine Division in die Schlacht am Pea Ridge, wo er dreimal verwundet wurde. Nach Ansicht der Historiker William Shea und Earl Hess zeigte er während der Schlacht „Aggressivität, Hartnäckigkeit und taktische Flexibilität unter großem Druck“. Aufgrund seiner Leistung in der Schlacht erhielt Carr 1894 die Medal of Honor. Mit Rangdatum 7. März (dem ersten Tag der Schlacht am Pea Ridge) wurde er außerdem zum Brigadegeneral des Freiwilligenheeres befördert. Carr diente weiter in Curtis’ Südwestarmee und marschierte mit ihr nach Helena. Als Curtis im September zum Kommandeur des Wehrbereichs Missouri (Department of the Missouri) befördert wurde, folgte Carr ihm als Befehlshaber der Südwestarmee. Im November erkrankte er jedoch an der Malaria und wurde nach St. Louis versetzt, wo er vor allem administrative Aufgaben übernahm und wo das kühlere Klima seiner Gesundheit zuträglicher war. Bei einem abendlichen Empfang lernte er hier außerdem Mary Magwire kennen. Die beiden heirateten im Oktober 1865 nach Kriegsende. Das Paar hatte vier Söhne, von denen jedoch nur einer das Erwachsenenalter erreichte.
Im Jahr 1863 erhielt Carr den Befehl über eine Division des XIII. Armeekorps und nahm am Zweiten Vicksburg-Feldzug unter General Ulysses S. Grant teil.  Am 30. April führte seine Division als erste die Überquerung des Mississippi durch und spielte eine wichtige Rolle in der Schlacht um Port Gibson am 2. Mai. Am 17. Mai 1863 brach eine seiner Brigaden in der Schlacht an der Big Black River Bridge durch die konföderierten Linien und ebnete damit den Erfolg für die Unionstruppen in der Schlacht. Fünf Tage später nahm Carrs Division am erfolglosen Sturmangriff auf Vicksburg teil. Ihr gelang ein zeitweiser Einbruch, der jedoch von den Konföderierten bereinigt wurde. Danach wurden Carr und seine Männer Teil der Belagerungsarmee um Vicksburg, bis dieses am 4. Juli kapitulierte. Im schwülwarmen Klima um Vicksburg erkrankte Carr erneut an der Malaria und erholte sich nie wieder vollständig. Bis an sein Lebensende musste er Chinin nehmen. Nach der Kapitulation der Stadt erhielt er zunächst Urlaub und kehrte im Herbst 1863 als Kommandeur der nordstaatlichen Besatzungstruppen in Nordmississippi zurück.
Im November 1863 wurde Carr wieder nach Arkansas beordert und erhielt den Befehl über eine Kavalleriedivision. Im Frühjahr 1864 nahm er unter dem Oberbefehl von Frederick Steele an der erfolglosen Camden-Expedition teil. Danach diente er von Mai bis Dezember 1864 als Militärkommandeur von Little Rock. Im Februar 1865 sollte er eine Brigade nach New Orleans führen, besuchte jedoch am Vorabend der Abfahrt eine Party auf einem Dampfschiff und betrank sich. Daraufhin wurde er von seinem Vorgesetzten General Joseph J. Reynolds seines Kommandos enthoben. Schon kurz darauf erhielt er jedoch den Befehl über eine Division des XVI. Armeekorps und führte diese in den letzten Kriegswochen in den Gefechten um Mobile in Alabama.

### Indianerkriege

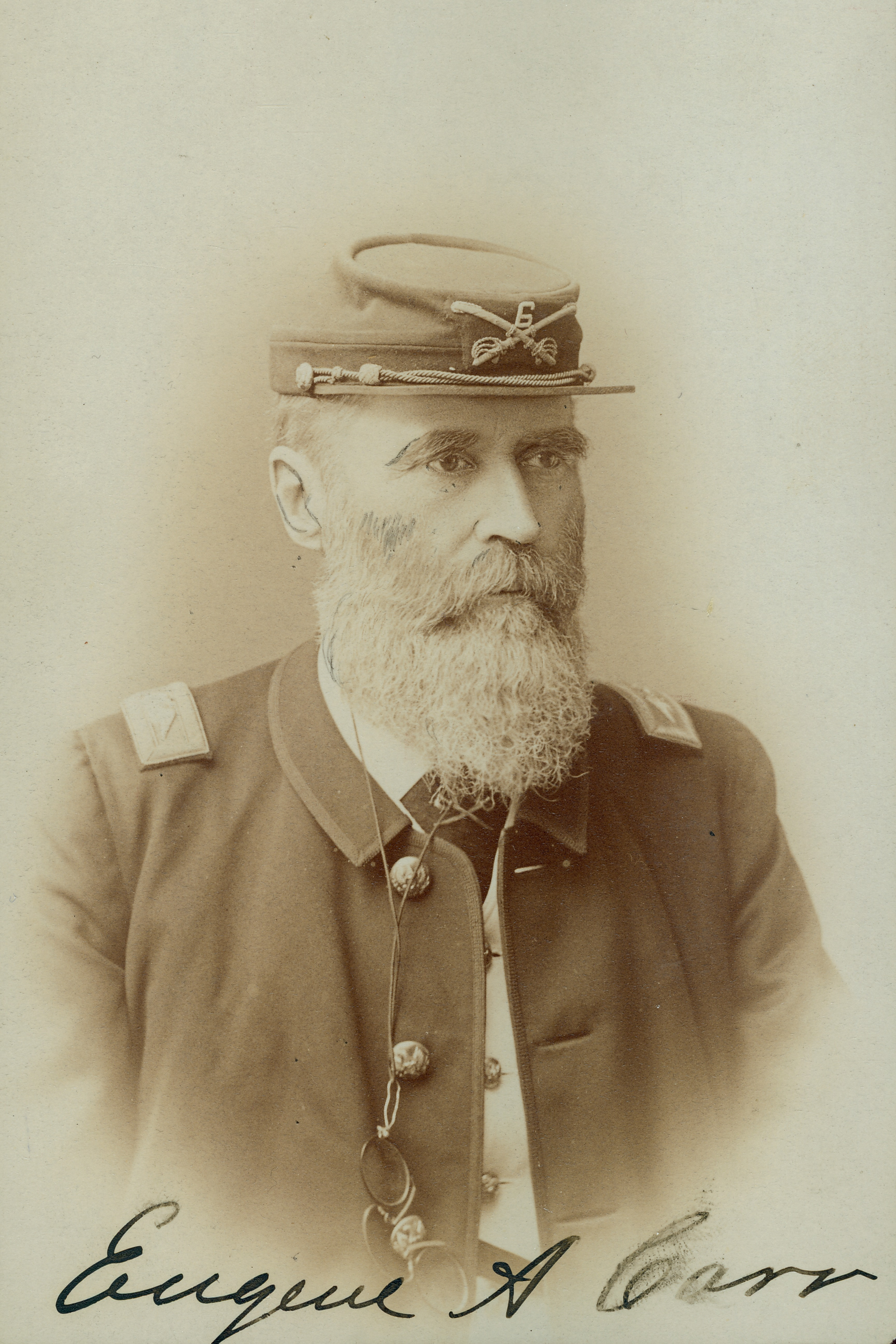
Späteres Porträt und Autogramm von Carr

Im Januar 1866 wurde Carr aus dem Freiwilligenheer ausgemustert und kehrte zurück in das reguläre Heer, wo er inzwischen den Rang eines Majors bekleidete. Während der Reconstruction diente er in North Carolina und Arkansas, bevor er wieder an die Frontier verlegt wurde.  Im Winter 1868 musste er eine Expedition gegen die Cheyenne aufgrund schlechten Wetters abbrechen, aber im darauf folgenden Sommer erzielte er in der Schlacht bei Summit Springs einen Sieg über die Indianer. 1873 wurde Carr zum Oberstleutnant befördert, 1879 zum Oberst und Kommandeur des 6. Kavallerieregiments. Sein Dienst konzentrierte sich weiterhin hauptsächlich auf die Indianerkriege. Er nahm unter anderem an Feldzügen gegen die Sioux 1876 und gegen Victorio 1879 teil und führte die US-Truppen 1881 in der Schlacht am Cibecue Creek gegen die Apachen. 1884 wurde sein Regiment nach New Mexico beordert, um die Navajo-Reservation zu bewachen. Als sich Ende der 1880er Jahre die Geistertanzbewegung  unter den Sioux in North und South Dakota verbreitete, zog General Nelson Appleton Miles Truppen zusammen, weil er einen Aufstand der Indianer befürchtete. Auch Carr und sein Regiment wurden nach Norden beordert. Mitte Dezember erhielt er den Auftrag, die Gruppe des Häuptlings Si Tanka daran zu hindern, sich mit anderen Sioux-Gruppen zu vereinigen, und sie nach Möglichkeit gefangen zu nehmen. Carr verfolgte Si Tankas Gruppe, aber diese wurde vom Siebten Kavallerieregiment gestoppt, was zum Massaker vom Wounded Knee führte. Im Frühjahr 1892 wurde Carr nach Wyoming geschickt, um während des Johnson County Wars Flagge und Präsenz zu zeigen.
Carr hatte sich in den 1880er Jahren mehrfach erfolglos um eine Beförderung zum Brigadegeneral beworben. Im Juli 1892 wurde ihm diese schließlich zuteil und Carr nahm sie an. Bald darauf erfuhr er jedoch zu seiner Überraschung, dass die Beförderung mit der Erwartung einer baldigen Pensionierung verbunden war. Ein nachträgliches Ausschlagen der Beförderung war nicht möglich, da bereits ein neuer Kommandeur für das 6. Kavallerieregiment ernannt worden war. Für Carr hätte es also keine Stelle mehr gegeben. Im folgenden Jahr versuchte er sich gegen die bevorstehende Pensionierung zu wehren, trat aber schließlich in den Ruhestand ein.

### Lebensende

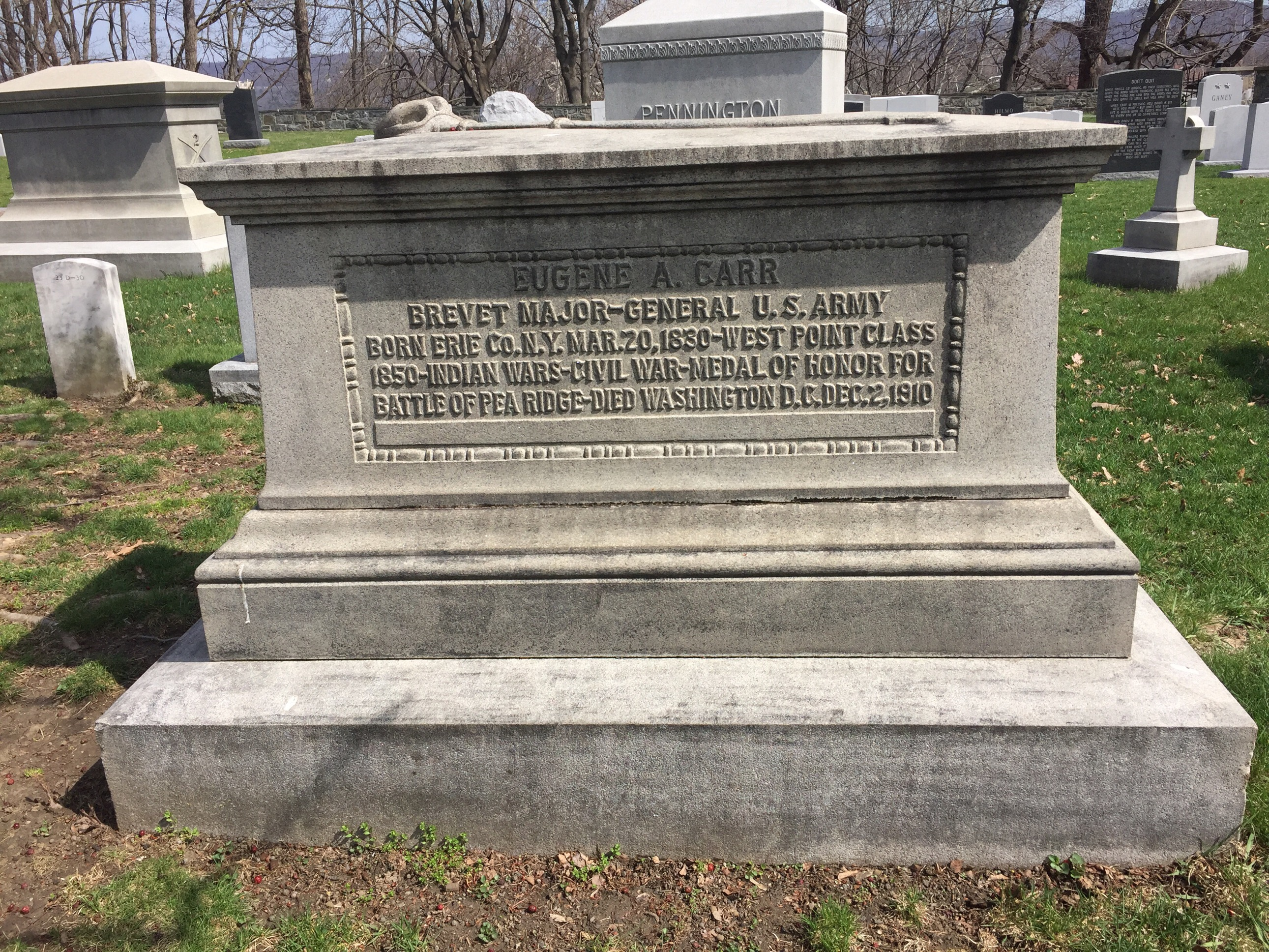
Carrs Grab auf dem West Point National Cemetery.

Carr verbrachte seinen Ruhestand in Washington, wo er und seine Frau ein Haus besaßen, und in New Mexico, wo er gemeinsam mit seinem Sohn Clark Landbesitz hatte. Er verstarb am 2. Dezember 1910 und wurde auf dem West Point National Cemetery beigesetzt.